# Belonophago tinanti
Belonophago tinanti és una espècie de peix de la família dels citarínids i de l'ordre dels caraciformes.

## Morfologia
- Els mascles poden assolir 12 cm de longitud total.[3][4]

## Hàbitat
És un peix d'aigua dolça i de clima tropical (24 °C-26 °C).

## Distribució geogràfica
Es troba a Àfrica: conca del riu Congo (incloent-hi el riu Ubangui).